# 老挝柯
老挝柯（学名：Lithocarpus laoticus）为壳斗科柯属的植物。分布于老挝以及中国大陆的云南等地，生长于海拔1,500米至2,200米的地区，一般生于山地常绿阔叶林中，目前尚未由人工引种栽培。

## 别名
老挝石砾